# Marian Chodacki

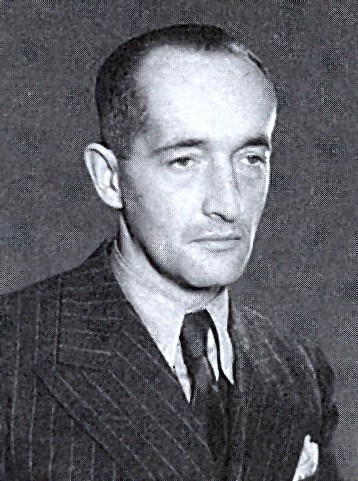
Marian Chodacki (vor 1937)

Marian Stanisław Chodacki (* 15. Juli 1898 in Neu Sandez, Galizien; † 26. Juni 1975 in New York) war ein polnischer Offizier und Diplomat. Er war polnischer Generalkommissar in der Freien Stadt Danzig (1936–1939).
Im Ersten Weltkrieg diente Chodacki in der Polnischen Legion. Er besuchte 1924 die Höhere Kriegsschule in Warschau. Von 1927 bis 1931 war er als Militärattaché in Finnland und Schweden tätig.
Später war Chodacki als Gesandtschaftsrat (1935–1936) in Prag tätig und folgte Kazimierz Papée als Vertreter der Zweiten Polnischen Republik in Danzig.
Nach dem Zweiten Weltkrieg arbeitete er als Direktor des Piłsudski Institutes in New York (1949–1951).